# Bedre mælk
Bedre mælk er en dansk dokumentarfilm fra 1965 instrueret af Ernst Møholt.

## Handling
Filmen afdækker årsager til forurening og forringelse af mælken hos producenterne og anviser foranstaltninger til sikring af mælkekvaliteten.